# Década de 1370

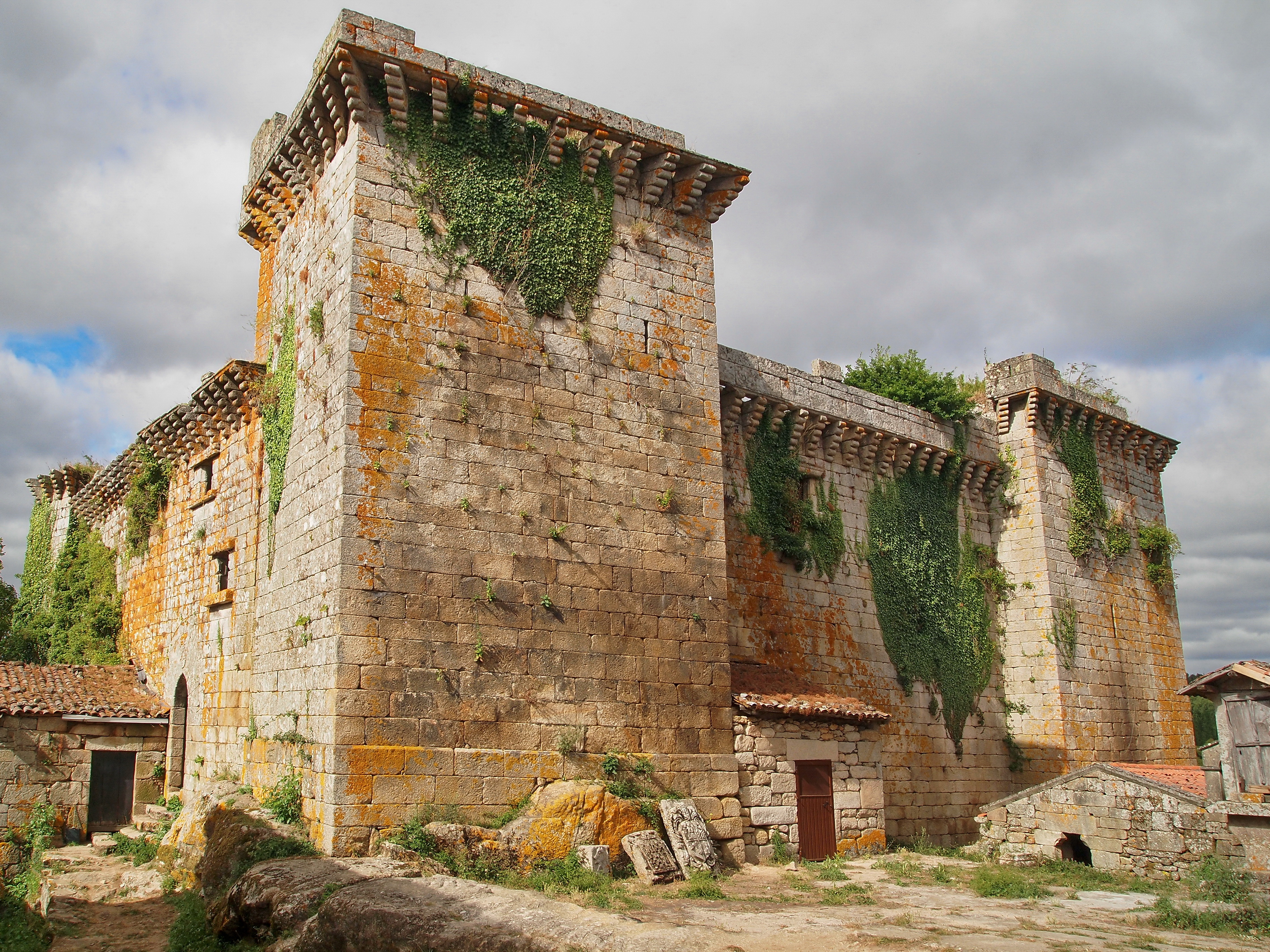
Castelo de Pambre

Séculos: Século XIII - Século XIV - Século XV
Décadas: 1340 1350 1360 - 1370 - 1380 1390 1400
Anos: 1370 - 1371 - 1372 - 1373 - 1374 - 1375 - 1376 - 1377 - 1378 - 1379